# Eva Roller
Eva Roller, känd som Die Sagerin, född okänt år, död 1573, var en schweizisk kvinna som blev föremål för en häxeriprocess.
Eva Roller var bosatt i Luzern. Hon åtalades en första gång 1568, och ännu en gång 1573. Hon anklagades för att ha förvandlat sig till en mus och en kråka, för att ha skadat tamdjur och för att ha påverkat vädret. Hennes familj vittnade mot henne och hennes make menade att hon för honom hade bekänt att hon var häxa. Hon utsattes för upprepad tortyr, men vägrade medge någon skuld. Hon bad om att få avrättas genom att dränkas snarare än att brännas levande. Hon avled under oklara omständigheter i fängelset före avrättningen. Hennes fall var känt i samtiden och hänvisades till som precedensfall av bland annat Själamodern i Küssnacht. 